# Землеведение (журнал)
Землеведение — периодическое печатное издание Географического отделения Императорского общества любителей естествознания, антропологии и этнографии.

## История
Выходило с 1894 по 1917 год под редакцией профессора Д. Н. Анучина в городе Москве, по 4 выпуска в год. Кроме статей географического содержания, в журнале печатались рецензии на новые книги, протоколы заседаний Общества любителей естествознания, антропологии и этнографии. Статьи иллюстрировались картами, планами и снимками.
В 1918—1921 годах были выпущены несколько номеров «Землеведения».

### Сборники статей
В дальнейшем под тем же названием, в 1947-1972 годх, МОИП издавал сборники научных статей, подразумевавшие определённую преемственность по отношению к старому журналу.